# Камчугов, Виктор Петрович
Виктор Петрович Камчугов (12 февраля 1923, Обутковское, Челябинская губерния — 23 ноября 2003, Курган) — участник Великой Отечественной войны и мероприятий по борьбе с бандами украинских националистов, гвардии старшина, полный кавалер ордена Славы.

## Биография
Виктор Петрович Камчугов родился 12 февраля 1923 года в крестьянской семье в селе Обутковском Обутковского сельсовета Макушинской волости Курганского уезда Челябинской губернии, ныне село входит Макушинский муниципальный округ Курганской области. Русский.
Окончил 5 классов. Трудился в колхозе «Маяк».
В марте 1942 года был призван в Рабоче-крестьянскую Красную Армию Макушинским РВК Челябинской области. В запасном полку получил специальность сапёра.
С октября 1942 года член ВЛКСМ.
На фронте Великой Отечественной войны с января 1943 года. Весь боевой путь прошёл в составе 8-го отдельного гвардейского воздушно-десантного саперного батальона. Участвовал в сражении на Курской дуге, форсировал Днепра, освобождал города Житомир, Проскуров, сражался в Венгрии и Чехословакии.
В марте 1944 года, во время боёв у украинского города Проскуров, он со своим подразделением под огнём противника установил четыре противотанковых минных поля, причём лично поставил 110 мин. Через два дня, в наступлении, следуя впереди наших боевых порядков, обнаружил вражеское минное поле. Быстро проделал и обозначил проходы, этим самым сохранив жизни советских солдат и обеспечив успех наступлению подразделения. 24 марта под Проскуровом вместе со своим отделением в двух местах обнаружил минные поля и обезвредил проходы в них, что способствовало успешному продвижению танковых подразделений. Приказом от 19 апреля 1944 года гвардии сержант В. Камчугов был награждён орденом Славы 3-й степени.
21 мая 1944 в составе группы подрывников ночью перешёл линию фронта и скрытно подобрался к автомобильному мосту близ населённого пункта Шешоры. Бойцы сняли охрану и подорвали мост, нарушив важную коммуникацию врага. При возвращении в часть после выполнения боевого задания гранатами и из автомата уничтожил пулемёт противника с расчётом, захватил «языка» и доставил его в штаб полка. Приказом от 7 июля 1944 года награждён орденом Славы 2-й степени.
С августа 1944 года кандидат в члены ВКП(б).
27 августа 1944 года, находясь в тылу врага с группой инженерной разведки в районе населённого пункта Добротов, встретил численно превосходящего противника и вступил в бой. Поразил 4-х вражеских солдат, одного пленил. 2 и 3 сентября 1944 года под огнём противника вместе с бойцами заминировал подступы к нашему переднему краю, лично установил более 70 мин.
Указом Президиума Верховного Совета СССР от 24 марта 1945 года за образцовое выполнение заданий командования в боях с немецко-фашистскими захватчиками командир отделения 8-го отдельного гвардейского воздушно-десантного сапёрного батальона 2-й гвардейской воздушно-десантной дивизии гвардии сержант В.П. Камчугов награждён орденом Славы 1-й степени, став полным кавалером ордена Славы.
Войну закончил в столице Чехословакии Праге. Участник Парада Победы на Красной площади в июне 1945 года.
В 1945 году вступил в ВКП(б), в 1952 году партия переименована в КПСС.
После войны продолжая службу в армии, участвовал в уничтожении банд националистов в Западной Украине. В 1947 году гвардии старшина В. Камчугов был демобилизован.
Вернулся на родину, в Макушинский район. Работал в селе Пионерском заместителем директора совхоза «Пионер».
С 1985 года жил в областном центре — городе Кургане (пос. Рябково). Участник юбилейного Парада Победы 9 мая 2000 года.
Виктор Петрович Камчугов скончался 23 ноября 2003 года. Похоронен на кладбище села Лесниково Лесниковского сельсовета Кетовского района Курганской области, ныне село входит в Кетовский муниципальный округ той же области.

## Награды
- Орден Отечественной войны I степени, 6 апреля 1985[3]
- Орден Славы I степени № 66, 24 марта 1945[4][5][6]
- Орден Славы II степени № 1986, 7 июля 1944[7]
- Орден Славы III степени № 9770, 19 апреля 1944[8]
- медали

## Память
- Мемориальная доска на доме, где жил, г. Курган, ул. Н.И. Кузнецова, 8 — 55°29′27″ с. ш. 65°18′24″ в. д.HGЯO[9]